# Simulium ichnusae
Simulium ichnusae is een muggensoort uit de familie van de kriebelmuggen (Simuliidae). De wetenschappelijke naam van de soort is voor het eerst geldig gepubliceerd in 1994 door Rivosecchi & Contini.